# Tomáš Hudeček
Tomáš Hudeček (nacido el 10 de mayo de 1979) es un político checo y geógrafo que desempeña el cargo de alcalde de la ciudad de Praga desde el 20 de junio de 2013. En 2010 fue elegido a la Asamblea municipal de Praga del Partido Top 09. El 24 de noviembre de 2011 llegó a ser un miembro ejecutivo del consejo de Praga y Diputado mayor del Bohuslav Svoboda